# Bert Bolin

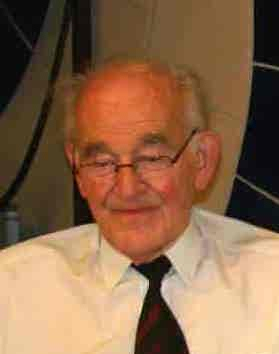
Bert Bolin (2006)

Bert Rickard Johannes Bolin (Aussprache [ˌbæʈː bʊˈliːn], * 15. März 1925 in Nyköping; † 30. Dezember 2007 in Österåker bei Stockholm) war ein schwedischer Meteorologe und Klimaforscher.

## Leben und Werk
Bolin schloss sein Studium der Meteorologie an der Universität Stockholm 1956 mit einer Dissertation ab. Von 1961 bis 1990 war er Professor an derselben Hochschule. Er profilierte sich auf den Gebieten der dynamischen und chemischen Meteorologie, untersuchte die Auswirkungen der Treibhausgase, vor allem des Kohlenstoffdioxids, auf die Atmosphäre und galt in seinem Heimatland früh als „Nestor der Klimaforschung“.
1988 war Bolin einer der Gründer des Weltklimarates IPCC der Vereinten Nationen und fungierte zwischen 1988 und 1997 als dessen erster Vorsitzender. Al Gore, der sich den Friedensnobelpreis 2007 mit dem Weltklimarat teilte, erklärte, Bolin habe viel zum Verständnis der wachsenden Bedrohung durch den Klimawandel beigetragen. John Houghton, bis 1991 Direktor des britischen Met Office und erster Leiter der Arbeitsgruppe I des Weltklimarates IPCC, bezeichnete Bolin als naheliegende Wahl für den Vorsitz des Gremiums, sowohl wegen seines Einflusses und Ansehens als Wissenschaftler, seines ansteckenden Enthusiasmus als auch wegen seiner politischen und diplomatischen Erfahrung.
Seit 1994 war Bolin ausländisches Mitglied der Russischen Akademie der Wissenschaften, seit 1997 der National Academy of Sciences.

## Auszeichnungen
Für seine Arbeit wurde Bolin mehrfach ausgezeichnet. So erhielt er 1984 die Carl-Gustaf Rossby Research Medal und 1988 den Tyler Prize for Environmental Achievement. 1995 wurde ihm der japanische Blue Planet Prize zugesprochen, der weltweit bedeutendste Preis für Verdienste in den Umweltwissenschaften.

## Schriften (Auszug)
- A History of the Science and Politics of Climate Change. Cambridge University Press, 2007, ISBN 978-0-511-72173-1 (zur Geschichte der internationalen wissenschaftlichen Kooperationen in der Klimaforschung und der Institutionalisierung der internationalen Klimapolitik).